# Нижнетобольный сельсовет
Нижнетобольный сельсовет — упразднённые административно-территориальная единица и муниципальное образование (сельское поселение) в Белозерском районе Курганской области. До 1964 года — Менщиковский сельсовет.
Административный центр — село Нижнетобольное.
9 января 2022 года сельсовет был упразднён в связи с преобразованием муниципального района в муниципальный округ.

## История
Менщиковский сельсовет образован в ноябре 1919 года в Белозерской волости Курганского уезда.
Постановлениями ВЦИК от 3 и 12 ноября 1923 года в составе Курганского округа Уральской области РСФСР образован Белозерский район, который 17 января 1934 года включён в состав Челябинской области, а 6 февраля 1943 года в состав Курганской области.
14 июня 1954 года Менщиковский сельсовет объединён с упразднённым Заполойским сельсоветом.
1 февраля 1963 года Белозерский район упразднён, Менщиковский сельсовет включён в состав Каргапольского сельского района.
3 марта 1964 года Менщиковский сельсовет включён в состав Кетовского сельского района.
29 июня 1964 года Менщиковский сельсовет переименован в Нижнетобольный сельсовет.
12 января 1965 года вновь образован Белозерский район.

## Население
| 1926 | 1989  | 2002  | 2004  | 2010 | 2012 | 2013 |
| ---- | ----- | ----- | ----- | ---- | ---- | ---- |
| 1868 | ↘1144 | ↘1044 | ↗1052 | ↘769 | ↘764 | ↘730 |
| 2014 | 2015  | 2016  | 2017  | 2018 | 2019 | 2020 |
| ↘699 | ↗704  | ↘688  | ↗697  | ↗718 | ↘689 | ↘678 |

## Состав сельского поселения
| № | Населённый пункт | Тип населённого пункта       | Население |
| - | ---------------- | ---------------------------- | --------- |
| 1 | Ачикуль          | деревня                      | ↘65       |
| 2 | Большой Заполой  | деревня                      | ↘25       |
| 3 | Гагарье          | деревня                      | ↘25       |
| 4 | Малый Заполой    | деревня                      | ↘80       |
| 5 | Нижнетобольное   | село, административный центр | ↘393      |
| 6 | Охотино          | деревня                      | ↘29       |
| 7 | Полевое          | село                         | ↘112      |
| 8 | Раздолье         | деревня                      | ↘40       |

## Местное самоуправление
Администрация сельсовета
641348, Курганская область, Белозерский район, с. Нижнетобольное, ул. Школьная, 28.